# Jean-Étienne Albert
Jean Etienne Albert est un homme politique politique français né en 1756 et mort en 1820.

## Biographie
Avocat à Colmar en 1781, il devient receveur de l'enregistrement à Saverne en 1791, puis juge au tribunal de district de Colmar en 1792, puis à Sélestat. Il est élu député du Bas-Rhin au Conseil des Cinq-Cents le 24 germinal an VI. Favorable au coup d'État du 18 Brumaire, il est maintenu au Corps législatif jusqu'en 1814. Il est également procureur impérial à Sélestat.